# Giuseppe Romualdi
Giuseppe Romualdi (Notaresco, 14 dicembre 1877 – Santa Marinella, 27 aprile 1943) è stato un avvocato, commediografo e politico italiano.

## Biografia
Appartenente ai Romualdi di Notaresco, famiglia di patrioti come Ciro, Almerinda e Alessandro, morto nella battaglia del Volturno.
La passione per il Teatro si manifestò in lui fin da giovane. Esordì infatti come attore, nel 1895, all'interno del teatrino del Convitto Nazionale di Teramo del quale fu ospite per gli anni nei quali frequentò il Liceo Ginnasio di Teramo. Terminati nel 1896 gli studi liceali si iscrisse all'Università e si laureò in Giurisprudenza.
Per diversi anni si impegnò come giornalista e saggista, firmandosi spesso con lo pseudonimo di Cirano. Fu uno dei principali redattori del giornale "Il Centrale" fondato nel 1898 da Giovanni Fabbri, editore schierato in quegli anni su posizioni politiche vicine al socialismo, al quale Romualdi aderì. Scrisse anche su periodici di battaglia come "L'Edera" e "Il Fuoco" e fu corrispondente dell'"Avanti!". Nel 1913 si candidò alle politiche nel collegio di Atri ma l'esito della competizione fu negativo. Entrò in contrasto con il partito socialista quando, alla vigilia della prima guerra mondiale, si schierò in favore dell'intervento. 
All'avvento del fascismo rifiutò di aderire e preferì abbandonare la vita politica e dedicarsi esclusivamente alla professione di avvocato, nell'ambito della quale difese, tra gli altri, Cesare Rossi durante l'istruttoria del primo processo per il delitto Matteotti.
Produsse scritti letterari ospitati in riviste culturali come "L'Illustrazione abruzzese" di Basilio Cascella e "La Fiorita" di Giustino Bonolis. Pubblicò componimenti poetici e testi teatrali esibendosi come attore, "fine dicitore" e conferenziere in vari teatri italiani.
Il Museo Civico e la Scuola Media di Notaresco sono intestate a suo nome.

## Scritti
- Alla gentilissima Sofia Mapei nel fausto giorno delle sue nozze con mio fratello Carlo, Teramo, De Carolis, 1898
- Rime di dolore, Teramo, Stab. Tip. A. De Carolis, 1898
- Lodovico Pugliesi e Giuseppe Romualdi, Vittime, dramma in un atto, Rimini, Tip. Benzi succ. Danesi, 1899
- Il piccolo re, commedia in tre atti e 4 quadri, Firenze, Libreria del Teatro, 19...
- L'ultima carta, dramma in tre atti, Firenze, Libreria del Teatro, 19...
  - L'ultima carta. Dramma poliziesco adattato per lo schermo da Giuseppe Romualdi e Piero Ballerini, Roma, Soc. An. Comoedia Film, 1938
- Per Emilio Zola, Conferenza tenuta in teramo il 27 ottobre 1902, Teramo, Stab. Tip. Del Centrale, 1902
- Per la lotta anticlericale, Roma, F. Centenari e C., 1907
- Arringhe, Napoli, Edizioni de La toga, 1934
- Il vaso cinese. Scherzo giallo in tre atti, Torino, A. E C. Fratelli Delle Scuole Cristiane, 1938
- Una notte. Dramma in tre atti. Riduzione di Amilcare Marescalchi, Vicenza, G. Galla, 1939
- Fra diavolo. Soggetto cinematografico, di Luigi Bonelli e Giuseppe Romualdi, Roma, S. A. Fotovox, 1941, Tip. S. A. E. T.